# Alectryon grandifolius
Alectryon grandifolius är en kinesträdsväxtart som beskrevs av Albert Charles Smith. Alectryon grandifolius ingår i släktet Alectryon och familjen kinesträdsväxter. Inga underarter finns listade i Catalogue of Life.